# Pagès infusions
PAGÈS infusions est une société spécialisée dans la production d’infusions et de thés à Espaly-Saint-Marcel, en Haute-Loire. Son effectif est de 100 salariés.

## Histoire
L’entreprise a été créée en 1859 au Puy-en-Velay, par Joseph Rumillet-Charretier (1833-1916) , herboriste et apothicaire, à l’origine de la liqueur Verveine du Velay. 

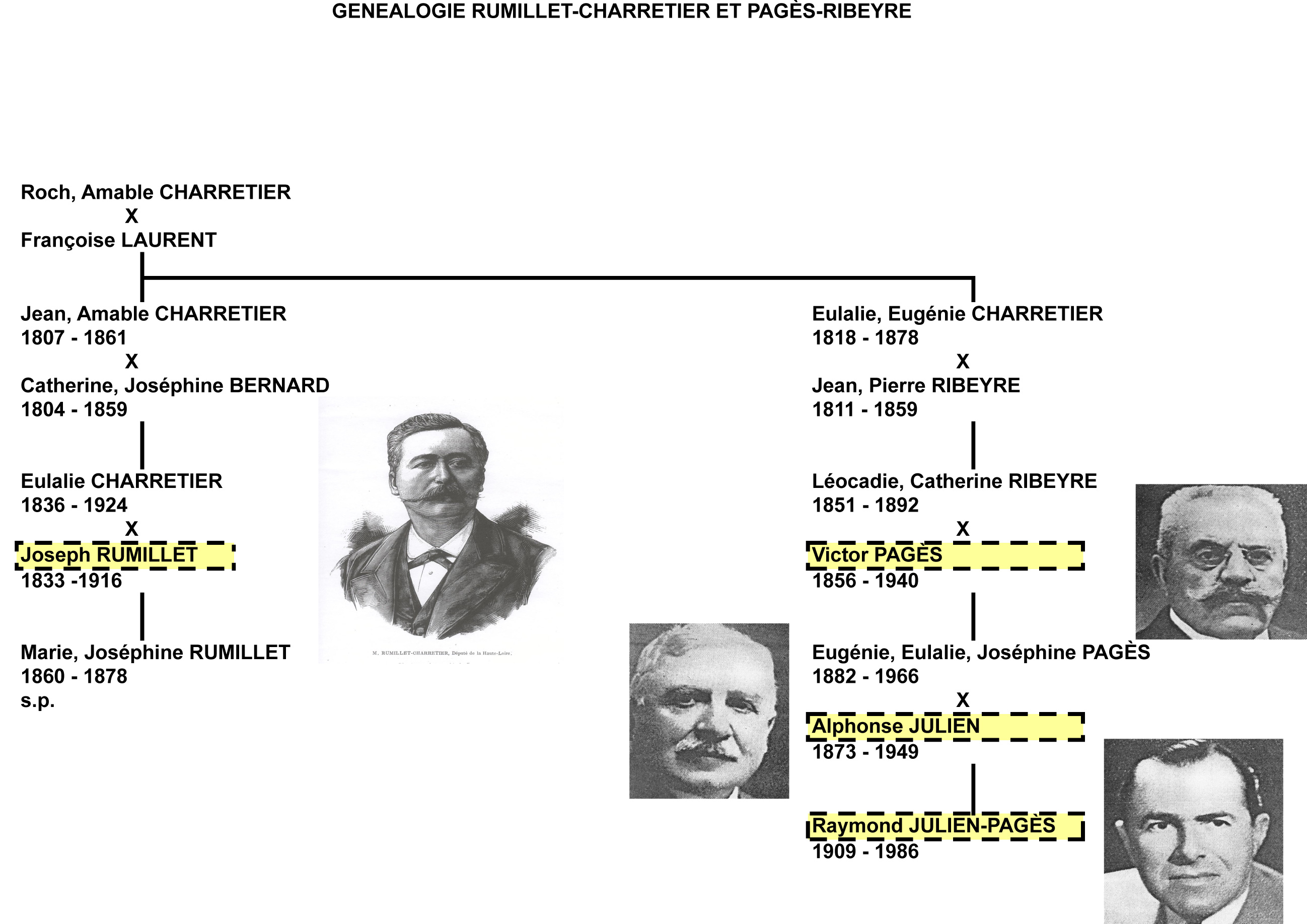
Arbre généalogie de Rumillet-Charretier et Pagès

Depuis le XIe siècle, l’emploi de la richesse florale de la Haute-Loire a donné naissance à un savoir-faire local . Cette médecine pratiquée à l’Hôtel-Dieu reposait sur les bienfaits des plantes médicinales . C’est à partir du XIXe siècle que la société PAGÈS infusion a hérité de cette tradition.
Au fil du temps, l’entreprise s’est naturellement intéressée au thé , aujourd'hui la boisson la plus bue au monde juste après l'eau.
D’abord réservés à la Restauration Hors Domicile (cafés, hôtels, restaurants) ses produits sont également distribués en Grandes Surfaces Alimentaires (hypermarchés et supermarchés) au rayon " Épicerie sucrée : boissons chaudes ".
PAGÈS a reçu le Prix de l’usine alimentaire durable en 2014.
En 2016, PAGÈS lance les premières infusions glacées du rayon " Épicerie sucrée ", l'infusion glacée Citron Citron Vert, l'infusion glacée Orange Sanguine et l'infusion glacée Menthe Citron .

## Concurrents
Les principaux concurrents sont les thés Lipton et Éléphant et les marques La Tisanière et Twinings du groupe ABF (Associated British Foods), ainsi que les marques « 1336 » et « SCOP-TI » (bio) fabriquées par la coopérative SCOP-TI à l'usine de Gémenos.